# Wallington (Hampshire)
Wallington – wieś w Anglii, w hrabstwie Hampshire, w dystrykcie Fareham. Leży 28 km na południowy wschód od miasta Winchester i 103 km na południowy zachód od Londynu.